# 姚書軼
姚書軼（英語：Mikki Yao，1979年4月13日—），香港模特兒。

## 簡歷
姚書軼生於上海，是家中的獨生女。15歲時，因母親擔憂其儀態不佳，為其報讀模特兒培訓課程。17歲時，姚被星探發掘，被選中到西藏拍攝時裝硬照，由此成為模特兒。入行不久後，和家人移民德國，在歐洲發展模特兒事業。2001年，姚回流中國，最初在上海和香港兩地活動，到2004年開始主力在香港發展。
2004和2006年，姚兩度為Giorgio Armani Prive擔任模特兒。她也是首位在巴黎走秀的香港模特兒。
隨著時間推移，姚近年淡出天橋，開設餐廳，也修讀鑽石鑑證課程。

## 個人生活
姚書軼曾與同為模特兒的曾智超相戀，2011年分手，結束十年戀情。

## 獎項
- 第二屆上海國際模特兒大賽國際第6名[2]
- Elite Model Look China, Top 10[2]

## 外部連結
- 姚書軼的Facebook專頁
- 姚書軼的Instagram帳戶